# オンライン (小説)
『オンライン』は、雨蛙ミドリによるWeb小説である。小説投稿アプリ｢エブリスタ｣にて、「雨蛙ミドリ」あるいは「けろぴ ゜_゜ょん」の名義で連載されていた。1～6巻まであり、平成25年11月に、完結した。現在は、加筆修正を行われており、番外編が不定期で投稿されている。

## あらすじ
ある日曜日の朝。主人公、八城舞は、郵便ポストに1台のゲーム機が入っている事に気が付いた。そのゲームの名は「ナイトメア」。それは、命をかけて戦わなければならない、悪魔のゲームであった！！
翌日、舞は、会社の部署をいきなり異動になり、会社内に存在する秘密の部署、「ナイトメア攻略班」に配属された。
いきなり起こるルールの改悪。
不条理な仲間の死。
舞は、幾度となく、ピンチになり、挫けそうになりながらも、頼もしい仲間と共に、ゲームクリアに向けて、日々奮闘するのであった。

## 登場人物
八城舞
22歳　O型　身長158cm。
本作の主人公にしてヒロイン。
性格は優しく、優柔不断。
鈍臭いところが多くあり、運動は苦手。その代わり、勉強は得意で、学生時代は学年で常に成績トップであり、謎解きも得意。イベントやゲーム攻略では、その冴えた推理で、少ないヒントを元に正解を導き出すことが多くある。運動以外にも、料理や歌も苦手である模様。魅力はAで、可愛らしい顔つきであるが、寝坊常習犯で、寝癖がついたままスッピンでいると、魅力がBに下がることもある。かなりの怖がり(特に幽霊系)だが、ここぞと言う時には周りも驚くような度胸を見せる。ゲームランキングは圏外。職業は、呪われし大賢者。この職業は、おそらく、舞専用の職業で、「呪われし」の名の通り、職業による固有技を使う時は、ゲームマネーや、己の神経機能のひとつを差し出す必要がある。ゲームマネーを差し出して仲間を回復する、ダークヒールは、ナイトメア内ではとても珍しい全体回復魔法で、重宝していた。しかし、サブイベントで、呪われし大賢者から、竜を従えし大賢者にジョブチェンジしたした事により、代償は払わず済むようになったが、重宝していた全体回復魔法は失われてしまった。
好物は煎餅。
朝霧退助
23歳。
ゲームランキングは圏外。
職業は、職種が多すぎて決められなかった為、ランダム決定で、「眼鏡職人」になった。気の抜ける様な名前の職業だが、固有技「眼鏡メテオ」は、かなりの攻撃力を持つ。後に、仲間を守りたい一心で、防御に特化した「守りの騎士」にジョブチェンジした。
中学生の時にかなりハードないじめを受けており、唯一、自分の事を人扱いしてくれた舞に想いをよせる。チーズとプリンが大好物で、チーズハンバーグにチーズをトッピングしたり、ミートソーススパゲティに山盛りに粉チーズをふりかけたりする。プリンは、中学の時、いじめを受け、給食が食べられなかった日に、舞にプリンを渡されて以来、好きになった。朝霧曰く、「プリンは僕にとって縁起の良い食べ物」らしい。プリンのジュースを冷蔵庫に常備している。中学の頃から舞に好意を寄せており、事ある毎に、「君は僕が守るから」と告げている。
自身が制作した、゜_゜という絵文字を乱発する。
杉浦慎二
27歳。
社長の息子にして、ナイトメア攻略班のリーダー。ゲームランキング3位の実力者。所属は主力であったが、黒のイベントの後、舞、朝霧、太一と自分を新たな主力にし、次の主力のリーダーを寺田陽子にした。職業は、槍騎士。得意の技、槍投げ、は威力があり、弓や銃と違い無限に使用できるのだが、いちいち投げた槍を回収しなくてはならないという欠点がある。また、武器必殺技、奥義・最大ブレス、は、強力な技だが、１回使用する度に、武器が10レベル劣化してしまう。
自分にも周りの人にも厳しいが、努力し、成果を出した者には相応の評価を与え、嫌味のない笑顔を見せたりもする。太一曰く、杉浦が耳を触るのは、照れている証拠らしい。かなりの不運で、スリーセブンマンとの戦いでは、酷い目にあった。作内屈指のイケメン。
反後太一
25歳。
レスキューのリーダーで、杉浦が初めて指導した部下である。 職業は盗賊であり、「浮遊」のスキルを持つので、素早い動きが可能。また、盗賊という職業は、ドロップアイテムの入手率が高い。何処でも寝れる特技(？)があり、登場する時は大抵が寝ており、杉浦に叩き起されるのが一連の流れである。語尾に「～っすよ。」とつける喋り方をする。背が低い事がコンプレックスで、「チビじゃなくて小柄なだけっすよ！」が本人の言い分。身長の具体的な数値は不明だが、コミック版で、身長が158cmある舞と並んだ時に頭半個分小さかったことから、おそらく140cm代だと推測される。人懐っこい性格である。
アメリー(口裂け女)
舞がナイトメアに参加させられて初めて頭脳戦で戦った相手。
恐怖値を100にした状態で舞が勝利した為、舞の使い魔になった。都市伝説の口裂け女がべっこう飴が好物の様に、この口裂け女もべっこう飴は勿論、全ての飴が好き。飴に因んで、「アメリー」と名付けられる。強さはBクラス。舞から「命を大切に」「勝てる戦いのみ挑め」と命令されていたにも関わらず、舞の役に立ちたい一心で無茶な戦いを繰り返した為、舞に行動を制限された。
ゲーム上のプログラムされたキャラクターではなく、自分の意思のあるキャラのようで、その正体とは···？
寺西陽子
21歳。
ナイトメア攻略班の主力に在籍する女性。自他ともに認めるゲームオタク。ナイトメア以外のゲームもやっており、よく徹夜でゲームをする事から、太一や舞に続く遅刻常習犯。
最終的なゲームランキングは6位。杉浦が主力を抜け、新たな主力のリーダーに立候補する。まだレベルが低かった頃、何とかレベルを上げようとして、推奨レベルが高いマップに入りピンチに陥った時に、増田凌太に助けられた。それ以来、増田に憧れと好意を抱くようになった。レベルを上げて、今度は自分が増田を助けたいという思いで、上位ランカーに登りつめた。
金城真奈
黒のイベント後のメンテナンス中に、ナイトメアを部屋に置いたままコンビニに向かい、ナイトメアから一定の距離離れたため、運営側からナイトメアに参加する意思なし、と判断され、処刑人によって殺害された。
平田璃人
朝霧がスカウトのリーダーから抜けた後の、新たなスカウトのリーダー。朝霧を崇拝しているらしい。今までも、朝霧の補佐をやっていたようで、朝霧からの推薦をうけ、スカウトのリーダーに抜擢された。
中谷拓也
スカウトの新たな副リーダーであり、自称キャットマン。サムライ、という白い猫を飼っている。デリカシーが無く、女性人気がとても低い。サムライにさえ鬱陶しがられている。
反後与一
太一の弟で、レスキューの新たなリーダー。太一と違って背が高く、並ぶと太一がより小さく見えるため、太一は与一が横に並ぶのを嫌がる。太一の事は、太一兄さん、と呼ぶ。笑い方は兄弟でそっくりだが、人懐っこい太一と違い、結構な辛辣家。
鈴木尚美
23歳。
舞がナイトメアに参加してすぐに「助けてください」と、メールを送ってきた女性。8つある代償機能の内、6つを損失しており、なり振り構わず色々なプレイヤーに助けを求めていた。
後に、朝霧の計らいで、攻略班に合流し、スカウトに所属する事になった。地味な作業が得意で、お菓子作りが上手。また、仕草が上品で可愛らしく、魅力的な女性。
田中県一
48歳の男性。
魅力はEだが、ゲームランキング1位の猛者。色々な個性溢れるキャラクターの中でも、特に異彩を極める性格の持ち主。コミュ力の化け物であり、コアなファンが多数存在する。彼が出演した、白のイベントの参加を促す番組では、牛丼がトレンド入りする程。牛丼をこよなく愛し、ハンドルネームも「牛丼マン」。仲間思いだが、とある理由から、特に翼の事を特別大切に思っている。通り名は、謎を解きし者。
海津翼
17歳の高校生。
ゲームランキングは28位くらい。頭脳明晰で、かなりの毒舌家である。
以前は、他のプレイヤーの神経機能をオークションでとんでもない高額で出品しており、オークションの悪魔、と呼ばれていた。
仲間思いの一方で、敵には情け容赦せず、舞をして「敵にすると怖いタイプ」と言わしめた。実家は牛丼屋で、家を継ぐ気は無いのに、両親に「翼は賢いから店は将来安泰」と言われており、ほとほと嫌気が差している。学校ではつまらない奴、として浮いた存在らしい。男子校の為、女性に免疫がない。生意気だか、根は素直でいい子。いわゆるツンデレ。
滝本秀一
31歳。
ゲームランキング59位。ハンドルネームは、ゼロヨン。バンドマンである。
宮沢ありさ
22歳。
ゲームランキング60位。ハンドルネームは、ありす。その可憐な見た目とは裏腹に、職業は格闘家。内藤から将来の嫁と認定されているが、本人にその気は一切ない。
内藤健志
48歳。
ゲームランキング98位。ハンドルネームは、骸骨星人。無類の女好きで、ギャグが寒いく、周りの空気を読まない。色々な女性を口説いては勝手に将来の嫁候補にする。不健康そうな見た目に反し、結構な力持ちらしい。職場の同僚に、「骸骨星人」のあだ名を付けられて、それもそうだな、と開き直って、ハンドルネームを骸骨星人にした。
増田凌太
25歳。
ゲームランキング2位の実力者。爽やかなルックスに相応しく、性格も紳士的で優しい男性。寺田陽子の憧れの人である。勤め先は部品製造業で、株式会社ワルーイ製作所。悪評高い会社であり、サービス残業は当たり前で、夜勤が多く、使えない人材は切り捨てる。また、クビにするのではなく、自分から辞めるように、精神的に追い込むらしい。
かなり前から、家族はバラバラで、増田が成人した後に両親は離婚し、家族と呼べるのは祖母だけであった。
早瀬洋平
24歳。
増田の友人であり、暗殺者に両足と左手の神経機能を奪われ、勤めていた清掃会社をクビになった。増田の計らいで、攻略班に合流する事になった。主に寺田陽子に世話をされており、何かにつけては増田の事を聞かれるため、流石にうんざりしている。
佐伯晋夜
25歳。
オカルトマニアであり、一流の霊能力者。テレビ番組で、司会者達が椅子に座る中、1人だけテーブルに正座するなど奇行が目立つ。霊能力者は職業ではなく、普段は普通に会社勤めをしている。パン耳をこよなく愛する変人。本人曰く、「私は心が狭い」らしいが、攻略班に無償で札を提供したり、ボランティア(或いはパン耳が報酬)で除霊を請け負ったりするあたりは善人である事は間違いない。平均睡眠時間は3時間で、明らかに寝不足。目の下のクマが酷い。舞曰く、「クマさえ無ければ格好良い部類の顔立ち」。
パン耳の友を募集中。
速水尚也
佐伯の数少ない友人であり、レベル13で詰んでいる底辺プレイヤー。レベルを上げて、白のチケットをゲットし、報酬金300万円を得るため、たいした装備も持たず、説明も読まずに、経験値が3倍になる、悪夢マップに入り、杉浦や舞に助けられた。因みに、300万円を手にしたら、車のローンと滞納気味の家賃に充てる予定だった。掃除と整理整頓が苦手。砂雪ちゃんと言う、可愛い彼女がいる。佐伯と同じく、パン耳が好き。佐伯と同じ会社に勤めている。
金田金汚
ゲームランキング15位。
ナイトメア運営側に、「弱い敵にわざと負けて復活代償をリスクの低い部分に変えるプレイヤーがいる」と、進言し、ナイトメア運営側から報酬として、リアルマネー300万円を受け取った。しかし、その行動が原因で、多くのプレイヤーの恨みを買うことになった。
現実世界でも鬱気味の引きこもりのニートであり、ナイトメアを始めた事で、せっかく自分が活躍できる場が出来たのにも関わらず、上記の理由で何処に行っても、「死ね」「カス」「消えろ」と非難され、舞からメールを受け取る直前に、薬を飲んで自殺しようと考えていた。舞たちとの協力プレイの際にその実力を発揮し、攻略班からの説得で自殺を諦め、心を入れ替え、攻略班に合流した。
杉浦真一
杉浦慎二の兄。慎二と違い、おっとりした性格なので、よく慎一の方が弟だと間違えられる。本来なら、長男である慎一が会社を継ぐ立場だが、当の本人（当時24歳の大の男）が、会社を継ぐのが嫌で、一晩中泣きじゃくった結果、いつでも杉浦慎二の代理を務めるという条件で、会社を継がなくてよくなった。しかし、慎二悪夢マップに入り、不在の間、攻略班のリーダーを肩代わりしていた為、決してリーダーの素質が無いわけでは無さそうだ。昔から農業をやるのが夢で、今は家庭栽培にいそしんでいる。慎二と同じでモデル体型のイケメン。但し、真一は坊ちゃん刈りで、柔和な顔つきをしている。
八條加奈子
舞の母親。故人。
八條直人
舞の父親。故人。
神沢優花
舞の母親の妹で舞の叔母。昔から暗示催眠の研究をしている。
健康オタク。様々な面で、少々強引な所がある。
神沢朧
舞の祖父であり、優花や加奈子の父親である。皆に平等で優しい人格者であった。GEM社の部長であったが、田辺により、悪魔召喚の生贄にされる。悪魔に取り憑かれているが、稀に自我が戻る時もあり、エリックと協力して内部からナイトメアと戦っていた。
田辺
GEMという会社の、社長 兼 CEOであり、ナイトメアを作った張本人。ナイトメアに固執するあまり、精神状態が異常であり、話が出来る相手ではない。ナイトメアの最高管理責任者。
田辺深雪
田辺の娘であり、神沢朧が保護した女の子。ある事件をきっかけに意識不明の植物状態となり、もう何年もの間、病院で寝ている。
エリック、クッリエ、塚本秀一
元・ナイトメアプレイヤー。ナイトメアをゲームオーバーになり、永久ナイトメア狂人として、ナイトメアの制作工場で働かされていた。しかし、緑の石の不具合により、自我を取り戻した。以来、操られている振りをしながら、内部からナイトメア攻略の手助けをしていた。
塚本秀喜
ゲームランキング7位。
通り名は、プレイヤーキラー。塚本秀一の弟であり、生に固執するあまり、白のイベントで「寝返る」を選択し、プレイヤー達の敵になった。金次第でどんな仕事でもやります、と言うルームを設立している。詳細は不明だが、「プレイヤーキラー」の称号を得ると、運営側から特別な計らいを受けることが出来るらしい。
山形拓郎
中学生の頃、朝霧を虐めていた主犯格。中学生以来、性格が全く成長しておらず、ナイトメアを通じて、朝霧に嫌がらせを繰り返していた。白のイベントでは、朝霧を殺したいが為に、「寝返る」を選択し、敵となって朝霧の前に現れた。朝霧は、山形が自分を虐めていたのは、朝霧が山形に何かしてしまったせいかと考えていたが、虐めていた理由は、「部屋にゴキブリが出た時のように、害は無いが存在が不快だから」らしい。また、朝霧より成績が良かった山形がクソみたいな会社をクビになり、ナイトメアに苦しめられる一方で、朝霧が大手の会社に入社し、仲間に恵まれ、ゲームするだけで給料を貰えることを妬んでいる。
春木ゆみん
大人気の不思議系アイドル。歌って踊れてバラエティトークキレッキレのマルチタレント。
本名は、上村裕子。彼女のファン層は、所謂キモオタ男性たち。メディアやファンの前での性格は、本来のゆみんの性格ではない。その実態は·····？
死神ハリュス
SSランクの死神であり、バルバトスの友。バルバトスを助ける為に、死神を裏切り、その行動が死神王に反したとして、その存在は無に帰した。
死神バルバトス
自由を愛し、人間との共存を夢見る死神。SSランクの死神だが、死神王の血を飲んでおらず、その為に王の加護を与えられていないので、とても弱い。
後に、反後太一の使い魔になる。ポップコーンが好き。
死神デスチャ
死神族の王。死神達は、デスチャの血を授けてもらう事で、初めて1人前と認められ、更に強力な力を持つことができる。しかし、その代わり、未来永劫、デスチャに従わなければならない。死神達はデスチャに永遠の命をもたらす為、命を集めている。命の献上が少ないものはデスチャにより無に返される。
そして、そのデスチャは、舞との頭脳戦で、わざと負けようとし、それが神沢にバレた為、「あの部屋」送りになった。
死神ゾウキーン、タオール
増田の神経機能を奪った死神。
ゾウキーンという名前は、死神界ではかなりイカした名前らしい。舞は、「おそらく死神界には雑巾というものが無いのだろう」と推測している。友人である、死神ハルビンと死神ノスタルセルを探していたが、舞たちから、ハルビンとノスタルセルは、「あの部屋」送りになったと告られ、人間側に付くことにした。朝霧、舞、太一は既に使い魔がいる為、杉浦の使い魔になる事になったが、「報酬が欲しければそれに見合った働きをしろ」と言われる羽目になる。その為、彼の部屋の家具等は、全て朝霧が買い与えた物ばかり。杉浦から雑巾の事を聞いて、人間になめられないように新しい名前をくれ、と懇願し、以後、タオールと名乗る事にした。かなりの構ってちゃんだが、杉浦は塩対応している。
死神ハルビン、死神ノスタルセル
ゾウキーンの友。死神王デスチャも恐れる「あの部屋」行きとなり、ナイトメア処刑人として、ナイトメアの手駒となった。
あくまん
朝霧の使い魔。アメリーやタオールと違い、完全なるコンピュータ処理の悪魔型のモンスター。朝霧は、「あくまんはいくら世話しても反応してくれないから…。」と寂しがっていたが、それでもあくまんを可愛がっていた。
青山麻里
暗殺者候補。戦闘履歴がなく、メッセージにも応じない。お気に入りも0。プレイヤーと戦闘しているのを目撃した人がいる。
増田涼子
81歳。
増田凌太の祖母。数年前に事故で両目の視力を失って以来、厄介払いの様に施設に入れられた。
施設暮らしだが、実家に、ナイトメアが届いてしまった様で、強制的にゲームに参加させられ、オート死亡システムにより、ゲームオーバーになり、ナイトメアの手駒になってしまった。自分の幸せより、誰かの幸福を喜ぶ事が出来る優しい人。
ノイン・ラプス
神沢朧に取り憑いていた悪魔。
しかし、その正体は、悪魔の呪いをかけられた天使であった。
「善」をうりにする天使が、呪われていたとはいえ、命を殺めると言う禁忌を犯したため、翼が黒く染まってしまった。白のイベントでは、舞たちプレイヤーの味方をするが、中立の立場ゆえに、敵からの攻撃は勿論、味方からの攻撃も受けてしまう。
サリフ・ノートン
黒の書を書いた大賢者であり、その正体は真の悪魔。舞が、本の謎を解き明かした事で、物質世界と存在が繋がった。悪魔の名に相応しく、残虐非道な性格。その目的は不明。
核
緑色の結晶の中に閉じ込まれた骸骨。負の感情を飲み込み、涙を流すことによって、ナイトメアの動力である「緑の石」を生成する。とある重要人物の母親である。

スリーセブンマン
全身虹色のタイツとヘルメットを被ったおっさん（？）の敵キャラ。
とにかく、気持ち悪い、の一言に尽きる。HPは低めだが、777回生き返るので、彼と戦う時は、かなりの長期戦を覚悟するか、または、総HP自体を削る技が有効。仲間がいたら必ず盾にする。その他にも、「投げキス」、や、「金を盗む」、など小賢しい技ばかり使ってくるが、1番厄介なのは、「唇を奪う」事。HPにダメージな無いが、精神的にかなりキツイ。
倒すと、「スリーセブンマン変身キット」と言う、見た目がスリーセブンマンになるクソアイテムが手に入る。白のイベントで、この変身キットをチップ化すると、スリーセブンマンが偵察に行ってくれる。しかし、忠誠度が低いと唇を奪われる羽目になる。ダサいものを献上すると、忠誠度が上がる。

## 用語
ナイトメア
命をかけた戦いを強いられる悪魔のゲーム。ある日いきなり届いては、プレイヤーを強制参加させる。ゲームを壊そうとしたり、捨てたりしようとすると爆発する仕組みになっている。また、不参加の意思を示すと、プレイヤーの大切な人が殺される。届く相手はランダムで、0歳の赤ん坊や、100歳を超えるお年寄りにも届く可能性がある。

グリーントライア
舞たちの勤める会社。
敷地内にある大きなマンホールの中に、秘密の部署がある。
ナイトメア攻略班
舞が勤務していた会社に存在する秘密の部署。
【主力】【スカウト】【レスキュー】の3つのチームで構成される。
【主力】はゲームクリアの為に行動し、【スカウト】は有能な人材を集め、【レスキュー】はプレイヤー達が損失した機能代償を取り戻す役割を持つ。また、【レスキュー】は、積極的に戦闘をする訳ではない【スカウト】のメンバーに、毎日のオート死亡解除の為に、100CPを送る役割もある。
黒のイベントの後、各チームのリーダーと舞の4人で、【新たな主力】を結成し、今までの【主力】はゲームマネーを稼ぐ事が仕事になった。
又、この部署は、「職場」「会議室」「寝室」に部屋がわかれており、社員の大半は、身の安全の為、「寝室」で暮らしている。
週刊ナイトメア
ナイトメア攻略班が販売するナイトメアの攻略週刊誌。攻略班の社員達の給料は、この週刊ナイトメアの収益から出ているため、1部のプレイヤー達は、ナイトメアとナイトメア攻略班はグルではないかと訝しむ者もいる。
スキル
職業による固定技や、アイテムとは別にプレイヤーが取得出来る能力の事。初期設定で選択した復活代償によって取得出来るスキルの数が異なる。例えば、比較的リスクの低い左手を復活代償に選ぶと、取得出来るスキルの数は3つであり、最もリスクの高い心臓を選択すると、無限にスキルを取得出来る。「交渉上手」や「武器破壊無効」の様に役に立つスキルがあれば、「ナルシスト」や「自爆」の様に使い所の分からないスキルも存在する。
CP
チェンジポイント、の事。プレイヤーは一日に100CPを稼がないとゲームオーバーとなる。一日に、100CP以上稼いでも、次の日には、ゲームマネーに換金されるため、プレイヤーは毎日100CPを自力で稼ぐか、他のプレイヤーから、CPをメールに添付して送ってもらわなければならない。1CP＝100円である。
オート死亡システム
一日、最低100CPを稼げないプレイヤーは、0時を過ぎた時点で死亡扱いとなり、復活代償が失われる。
復活するためには、新たに復活代償を選択しなければならない。但し、以前に機能停止した部分は戻らない。全ての復活代償が失われると現実世界でも死ぬことになる。また、心臓を復活代償に選んだ場合は、次の復活代償を選ぶことはできない。次の復活代償を選択せずに、戦闘やマップに入ろうとすると、自動的にランダムで次の代償が決定する。この場合、心臓が選択される可能性があるので注意が必要である。
機能停止
復活代償で失われた、体の機能が、現実世界で使えなくなること。
但し、機能停止が解除される時間がある。

【朝】7時に、３０分間。
【昼】１２時に、３０分間。
【夜】２０時に、３０分間。

この時間に、食事等の生きていく上で最低限のことをするため、と推測される。
復活代償
右手、左手、口、鼻、耳、両足、目、心臓、の6つの神経機能の内１つを代償として払えばゲーム内で復活できる。支払った復活代償は、奪った敵を倒すか、オークションで買い取ることで取り戻す事ができる。しかし、前述した通り、心臓を失うと、現実世界で死亡することとなる。
通常戦
その名の通り、ターン制の通常戦闘の事である。素早さの順で攻撃の順番が決まる。途中から乱入する事も可能。「かばう」を選択していると、素早さに関係なく1番最後になる。
頭脳戦
暗闇で、スクリーンと黒い椅子のある空間に飛ばされ、攻撃側、防御側に交互に分かれてコマンドを決定して戦う。どちらもライフは3からである。ライフが0になると負け。
攻撃側のコマンドは、「ためる」「上段攻撃」「下段攻撃」「会話」に分かれ、「会話」で敵の恐怖値を100にした状態で勝利すると、その敵を使い魔にできる。
「ためる」を3回選択すると、クリティカルゲージが貯まり、クリティカル攻撃ができる。これは、クリティカル防御でふさがれない限り、一撃で勝利できる。
ソウルシリーズ
ゲーム内に5つしかない激レア武器。魂に直接攻撃でき、遠距離攻撃も可能。？？？と表示されるシークレットモンスターを撃破する事で入手出来る。
GEM
ナイトメアの企画・開発を進める会社。かつて田辺が社長で、神代朧が部長を務めていた。舞の父親もこの会社の社員であった。
黒のイベント
死神を倒し、黒のチケットを手に入れ、お互いにお気に入り登録をしていれば、2名まで参加できるイベント。
いわゆるバーチャリリアリティの世界に、ナイトメアと着の身着のままで意識が飛ばされる。この場合、黒のイベントの中と、現実世界で意識を失ったまま2台のナイトメアが存在する事になり、舞は、「自分達が毎日やらされている通常戦などは、ゲームマネーやイベント参加券を手に入れる過程でしかなく、この黒のイベントの世界こそが本番なのでは」、と推測している。
2名いるうちの両方が死亡するとゲームオーバーになるが、1名だけでも生き残っていれば、ゲーム続行となり、ゲームオーバーした者は、ゲームマネー30億を払えば、1時間後に復活できる。職業による固有技やスキルが使えない代わりに、アイテムやスキルチップを使ってフロアボスに挑む。フロアボスを倒し、鍵を手に入れればゲームクリア。かつて、海津翼と田中県一もこの黒のイベントに挑んだが、翼曰く「おっさんがポカしたせい」で、ゲームオーバーになった。舞と朝霧が初のイベントクリアを成し遂げた。
白のイベント
暗殺者の持つ、白のイベント参加券の切れ端、を集めることによって発生するイベント。
ナイトメアの最後の戦い。
攻略リーダーは八城舞、副リーダーは朝霧退助。そして、激レア武器の所持者は強制参加。しかし、それ以外はここまで来てのまさかの自由参加制。
戦況が、圧倒的有利、になるとラスボスの居る城への道が開かれる。攻略補佐は何人でも登録できるが、城に付いて行けるのは5名まで。そして、各拠点を守る防衛兵の他、ナイトメア側に「寝返る」事も可能。攻略リーダーと副リーダーの両名がゲームオーバーになると攻略失敗。この場合、「寝返る」を選択したプレイヤー以外で参加したプレイヤーのステータスが全て初期化される。プレイヤー側が勝利すると、ナイトメアから解放され、寝返るを選択したプレイヤーはナイトメアと運命を共にすることになる。黒のイベント以上のリアルな作りで広大なマップの世界である。プレイヤー達の初期位置は1部の例外を除き、ランダムに配置される。拠点はA～Zまである。
ナイトメア廃人
ナイトメアでゲームオーバーになったプレイヤーが行き着く果て。当初、ナイトメアでゲームオーバーになると現実世界で死ぬと説明されていたが、実際には、ナイトメア側に意識と体の自由を奪われ、ナイトメア運営側の手駒として、ナイトメア製作工場で労働したり、処刑人として、人殺しを強要される羽目になる。ナイトメア廃人は、まるで人体のリミットが外れたように、人知を超えた怪力を発揮する。この力で、警察を殺傷する事件が相次いだ為、政府は警察に対し、ナイトメア廃人への発砲を許可した。警察の協力の元、実験を繰り返した結果、佐伯晋夜特製のお札により、ナイトメア廃人の行動を2~3日止められる事が判明した。しかし、佐伯曰く、「カラクリを知る者に対しては札は効果がない」らしい。
黒の本
幼い頃、舞がGME社の立ち入り禁止区域で見つけ、持ち出した本。大賢者サリフ・ノートンが書いたことが記された本で、正式名称は『ナイトメアワールド・悪魔召喚の書』。田辺はこの本を使い、生贄を捧げ、審判者を定める事で、悪魔を召喚し、ナイトメアを作り上げた。
中学生の時、舞はこの本を読み解こうと躍起になっていたが、舞の両親の願いで、神沢優花により本を取り上げられ、記憶も封印された。優花曰く、この人間世界に存在するどの様な物質とも異なり、読む人によって見え方が違うらしい。舞は、激レアアイテムを入手したプレイヤーに送られてきた文字化けした文書によるアナグラムと、本に記された魔法陣により、本の謎を解き明かした。しかし、佐伯晋夜曰く、「解き明かした事により呪いの力が増した」らしい。対悪魔用の切り札と思われていたが…。

## 関連作品
『オンライン The Comic』
原作／雨蛙ミドリ、作画／キョカツカサ、のタッグによる『オンライン』の漫画版。無料の漫画アプリ「マンガボックス」で、隔週金曜日に更新される。
現在1~20巻まで発売されており、今も連載中。
『オンライン！』
原作／雨蛙ミドリ、挿絵／大塚真一郎、のタッグで角川つばさ文庫より出版されている児童文作。原作である『オンライン』と、設定が大きく異なる。もはや、別作品として考えても良さそうだ。
ただし、「八城舞」「朝霧退助」「杉浦慎二」「丹後太一」などの攻略班の名前は原作と同じ。
1~27巻まで出版されており、完結済み。